# Odontarrhena akamasica
Odontarrhena akamasica — вид квіткових рослин з родини капустяних (Brassicaceae). Ендемік Кіпру. Зустрічається в одинадцяти місцях в районі Пафос, від села Фасула на південний схід до півострова Акамас на заході, на висотах від 40 до 350 м над рівнем моря.
Це напівчагарник або багаторічна трав'яниста рослина. Зустрічається на серпентинних скелях, на сухих кам'янистих схилах, серед розріджених фриган і гариг або зрідка у відкритих соснових лісах.

## Загрози й охорона
Виду загрожує розширення міст. Цей вид занесено до Додатку I Конвенції про охорону дикої флори і фауни та природних середовищ існування в Європі (Бернська конвенція). Він зазначений як вразливий D2 у національному Червоному списку.